# Born Again Tour 1983
Born Again Tour 1983 – szósta trasa koncertowa Black Sabbath, która odbyła się na przełomie 1983 i 1984 r. Na trasie miejsce Ozzy’ego Osbourne’a w roli wokalisty zastąpił Ian Gillan z Deep Purple.

## Program koncertów
1. „Supertzar”
2. „Children of the Grave”
3. „Hot Line”
4. „War Pigs”
5. „Born Again”
6. „Supernaut”
7. „Rock’n’Roll Doctor”
8. „Stonehenge”
9. „Disturbing the Priest”
10. „Keep It Warm”
11. „Black Sabbath”
12. „The Dark”
13. „Zero the Hero”
14. „Heaven and Hell”
15. „Neon Knights”
16. „Digital Bitch”
17. „Iron Man”
18. „Smoke on the Water” (cover Deep Purple)
19. „Paranoid"

## Lista koncertów
1. 18 sierpnia 1983 – Drammen, Norwegia – Drammenshallen
2. 19 sierpnia 1983 – Sztokholm, Szwecja – Johanneshovs Isstadion
3. 21 sierpnia 1983 – Helsinki, Finlandia – Helsinki Ice Hall
4. 23 sierpnia 1983 – Lund, Szwecja – Olympen
5. 24 sierpnia 1983 – Kopenhaga, Dania – Falkoner Theater
6. 27 sierpnia 1983 – Reading, Anglia – Reading Festival
7. 28 sierpnia 1983 – Dublin, Irlandia – Dalymount Park
8. 13 września 1983 – Barcelona, Hiszpania – La Monumental
9. 14 września 1983 – Madryt, Hiszpania – Estadio Román Valero
10. 15 września 1983 – San Sebastián, Hiszpania – Velódromo de Anoeta
11. 18 września 1983 – Offenbach, Niemcy – Stadthalle Offenbach
12. 19 września 1983 – Düsseldorf, Niemcy – Phillips Halle
13. 20 września 1983 – Mannheim, Niemcy – Mannheimer Rosengarten
14. 22 września 1983 – Monachium, Niemcy – Circus Krone
15. 24 września 1983 – Frauenfeld, Niemcy – Festhalle Ruegerhols
16. 25 września 1983 – Genewa, Szwajcaria – Pavillon Des Sports Del Champel Geneve
17. 27 września 1983 – Neunkirchen, Niemcy – Hemmerleinhalle
18. 28 września 1983 – Böblingen, Niemcy – Sporthalle
19. 30 września 1983 – Paryż, Francja – Espace Balard
20. 1 października 1983 – Bruksela, Belgia – Vorst Nationaal
21. 2 października 1983 – Zwolle, Szwajcaria – IJseehallen
22. 3 października 1983 – Nijmegen, Holandia – Concertgebouw de Vereeniging
23. 17 października 1983 – Rimouski, Kanada – Colisée de Rimouski
24. 18 października 1983 – Chicoutimi, Kanada – Centre Georges-Vézina
25. 20 października 1983 – Quebec, Kanada – Colisée de Quebec
26. 21 października 1983 – Montreal, Kanada – Montreal Forum
27. 22 października 1983 – Ottawa, Kanada – Ottawa Civic Centre
28. 24 października 1983 – Sudbury, Kanada – Sudbury Arena
29. 25 października 1983 – Toronto, Kanada – Maple Leaf Gardens
30. 27 października 1983 – Buffalo, Nowy Jork, USA – Buffalo Memorial Auditorium
31. 29 października 1983 – East Rutherford, New Jersey, USA – Brendan Byrne Arena
32. 30 października 1983 – Uniondale, Nowy Jork, USA – Nassau Veterans Memorial Coliseum
33. 1 listopada 1983 – Providence, Rhode Island, USA – Providence Civic Center
34. 2 listopada 1983 – Landover, Maryland, USA – Capital Centre
35. 4 listopada 1983 – Worcester, Massachusetts, USA – Worcester Centrum
36. 5 listopada 1983 – Filadelfia, Pensylwania, USA – Spectrum
37. 6 listopada 1983 – Portland, Maine, USA – Cumberland County Civic Center
38. 8 listopada 1983 – New Haven, Connecticut, USA – New Haven Coliseum
39. 9 listopada 1983 – Rochester, Nowy Jork, USA – Rochester Community War Memorial
40. 11 listopada 1983 – Detroit, Michigan, USA – Cobo Arena
41. 12 listopada 1983 – Cleveland, Ohio, USA – Public Auditorium
42. 14 listopada 1983 – Saginaw, Michigan, USA – Saginaw Civic Center
43. 15 listopada 1983 – Rockford, Illinois, USA – Rockford MetroCentre
44. 16 listopada 1983 – Ashwaubenon, Wisconsin, USA – Brown County Veterans Memorial Arena
45. 18 listopada 1983 – Chicago, Illinois, USA – UIC Pavillon
46. 19 listopada 1983 – Madison, Wisconsin, USA – Dane County Coliseum
47. 20 listopada 1983 – Bloomington, Minnesota, USA – Met Center
48. 23 listopada 1983 – Reno, Nevada, USA – Lawlor Events Center
49. 25 listopada 1983 – Paradise, Nevada, USA – Alladin Theatre for the Performing Arts
50. 26 listopada 1983 – Phoenix, Arizona, USA – Arizona Veterans Memorial Coliseum
51. 27 listopada 1983 – Tucson, Arizona, USA – Tucson Community Center
52. 29 listopada 1983 – Albuquerque, Nowy Meksyk, USA – Tingley Coliseum
53. 30 listopada 1983 – El Paso, Teksas, USA – El Paso County Coliseum
54. 25 stycznia 1984 – Daly City, Kalifornia, USA – Cow Palace
55. 26 stycznia 1984 – Long Beach, Kalifornia, USA – Long Beach Arena
56. 28 stycznia 1984 – El Paso, Teksas, USA – El Paso County Coliseum
57. 29 stycznia 1984 – Salt Lake City, Utah, USA – Salt Palace
58. 31 stycznia 1984 – Denver, Kolorado, USA – University of Denver Arena
59. 1 lutego 1984 – Amarillo, Teksas, USA – Amarillo Civic Center
60. 2 lutego 1984 – Lubbock, Teksas, USA – Lubbock Memorial Civic Center
61. 3 lutego 1984 – Corpus Christi, Teksas, USA – Memorial Coliseum
62. 4 lutego 1984 – San Antonio, Teksas, USA – Henry B. Gonzalez Convention Center
63. 7 lutego 1984 – Houston, Teksas, USA – Sam Houston Coliseum
64. 8 lutego 1984 – Dallas, Teksas, USA – Reunion Arena
65. 10 lutego 1984 – Beaumont, Teksas, USA – Beaumont Civic Center
66. 11 lutego 1984 – Little Rock, Arkansas, USA – Barton Coliseum
67. 13 lutego 1984 – Birmingham, Alabama, USA – Boutwell Auditorium
68. 14 lutego 1984 – Jacksonville, Floryda, USA – Jacksonville Memorial Coliseum
69. 16 lutego 1984 – Lakeland, Floryda, USA – Lakeland Civic Center
70. 17 lutego 1984 – Sunrise, Floryda, USA – Sunrise Musical Theater
71. 20 lutego 1984 – Atlanta, Georgia, USA – Fox Theater
72. 22 lutego 1984 – Saint Louis, Missouri, USA – Kiel Auditorium
73. 24 lutego 1984 – Toledo, Ohio, USA – Toledo Sports Arena
74. 25 lutego 1984 – Trotwood, Ohio, USA – Hara Arena
75. 26 lutego 1984 – Kalamazoo, Michigan, USA – Wings Stadium
76. 27 lutego 1984 – Salisbury, Maryland, USA – Wicomico Youth and Civic Center
77. 29 lutego 1984 – Utica, Nowy Jork, USA – The Stanley Center for the Arts
78. 1 marca 1984 – Albany, Nowy Jork, USA – Palace Theatre
79. 4 marca 1984 – Springfield, Massachusetts, USA – Springfield Civic Center